# FP Большой Медведицы
FP Большой Медведицы (лат. FP Ursae Majoris) — одиночная переменная звезда в созвездии Большой Медведицы на расстоянии приблизительно 2937 световых лет (около 900 парсеков) от Солнца. Видимая звёздная величина звезды — от +9,36m до +9,23m.

## Характеристики
FP Большой Медведицы — красная пульсирующая медленная неправильная переменная звезда (LB:) спектрального класса M2.